# 스이모노
스이모노(일본어: 吸物)는 소금, 간장, 된장 등으로 맛을 낸 국물을 해산물이나 야채 등의 건더기를 넣어 만든 일본 요리이다. 아쓰모노(일본어: 羹)라고도 한다. 술의 안주로 먹기도 하며 넓은 의미에서 국에 속한다.
스이모노는 유소쿠 요리의 한 종류이다. 스이모노의 한 종류로 떡을 넣은 것도 있는데, 조니가 아닌 스이모노로 본다. 혼젠 요리에서는 스이모노를 시루모노(汁物)와는 별도의 상인 스이모노젠(일본어: 吸物膳)에 내 온다. 가이세키에서 나오는 익힌 요리에는 스이모노가 많으며 완모리(일본어: 椀盛り)라고도 한다. 술안주로 나오면 '스이모노', 밥 반찬으로 나오면 '시루모노'(汁物)로 구분하기도 한다.